# Regimiento de Caballería de Exploración de Montaña 15
El Regimiento de Caballería de Exploración de Montaña 15 "Libertador Simón Bolívar" (RC Expl M 15) es una unidad de caballería del Ejército Argentino que pertenece a la VIII Brigada de Montaña "Brig. Gral. Toribio de Luzuriaga" de la Provincia de Mendoza. Su asiento es la Guarnición de Ejército Campo de los Andes, en el interior de la provincia.

## Historia
Por resolución del presidente Bernardino Rivadavia con fecha 1 de agosto de 1826, fue creado el Regimiento 15 de Caballería, al mando del coronel Gregorio Aráoz de Lamadrid. En el contexto de la guerra del Brasil, vio su esfuerzo arrastrado por las guerras civiles argentinas. Tras la derrota en la batalla de El Tala (27 de octubre de 1826) por el brigadier Facundo Quiroga, quedó disuelto.
Fue recreado por decreto del 16 de agosto de 1944, con asiento en Junín (provincia de Buenos Aires), encuadrado en la 1.ª División de Caballería. Por resolución del 10 de noviembre de 1964, fue transformado en Destacamento de Exploración de Caballería Blindado 101, dependiente del Comando del I Cuerpo de Ejército, con asiento en la guarnición militar de Toay, provincia de La Pampa.
En 2015 cambió su nombre a «Destacamento de Caballería de Exploración de Montaña 15».
En marzo de 2015, se acusó a la unidad de alojar militantes de La Cámpora en sus instalaciones para participar como fiscales en los comicios en San Carlos.
En 2019 la unidad fue renombrada a «Regimiento de Caballería de Exploración de Montaña 15».

## Organización
- Jefe
- Plana Mayor (Pl My)
- Escuadrón de Caballería de Exploración «A» (Esc C Expl A)
- Escuadrón de Caballería de Exploración «B» (Esc C Expl B)
- Escuadrón de Caballería de Exploración Montado (Esc C Expl Mont)
- Escuadrón Comando y Servicios (Esc Cdo Ser)
- Banda Militar "Granadero Chepoya" (Bda Mil Granadero Chepoya)

## Material
- Caza-tanque SK-105 Kürassier cñ 105 mm
- Blindado Panhard AML-90 cñ 90 mm
- Blindado M113 A1/A2 met 12,7 mm
- Fusil FN FAL 7,62 mm
- Ametralladora FN MAG 7,62 mm